# Campionato asiatico maschile under 19 di calcio 2014
Il Campionato asiatico di calcio Under-19 2014 (in lingua inglese 2014 AFC U-19 Championship) sarà la 38ª edizione del torneo organizzato dalla Asian Football Confederation e riservato a squadre nazionali formate da giocatori al di sotto dei 19 anni di età. La fase finale si svolgerà in Birmania dal 5 al 22 ottobre 2014. La Corea del Sud è la squadra detentrice del titolo. Le quattro semifinaliste si qualificheranno per il Campionato mondiale di calcio Under-20 2015.

## Squadre qualificate
- Australia
- Birmania
- Cina
- Corea del Nord

- Corea del Sud
- Emirati Arabi Uniti
- Giappone
- Indonesia

- Iran
- Iraq
- Oman
- Qatar

- Thailandia
- Uzbekistan
- Vietnam
- Yemen